# 普雷里德欣
普雷里德欣（Prairie du Chien /ˌprɛri du ˈʃiːn/）是美国威斯康辛州克勞福德縣的一座城市，也是该县县治，人口约6000，其中超过90%都是白人。它是威斯康辛州建立的第二座城市，位于威斯康辛河和密西西比河交汇处，是一处战略要地。通过福克斯-威斯康辛运河（Fox-Wisconsin Waterway）连接五大湖区。
最早抵达这里的殖民者是法国人，他们在1673年抵达时，发现这里当时被一群福克斯印第安人占据，其酋长名为“Alim”。这个词翻译到法文即“chien”，意思是“狗”，因此法国人将这里命名为“Prairie du Chien”，意思是“狗的牧场”。